# プログレスM-55
プログレスM-55はロシア連邦宇宙局が国際宇宙ステーション(ISS)の補給のために2005年に打ち上げたプログレス補給船。NASAではProgress 20や20Pなどとも称する。型式はプログレス-M (11F615A55)型でシリアル番号は355番だった。

## 運用
プログレスM-55は2005年12月21日18時38分20秒(GMT)にバイコヌール宇宙基地1/5発射台からソユーズ-Uで打ち上げられた。2日後の12月23日19時46分18秒(GMT)にISSのピアースモジュールにドッキングした
M-55は6ヶ月弱ドッキングを続け、プログレスM-57の到着に備えて2006年6月19日14時6分1秒(GMT)にドッキングを解除した。同日の17時6分1秒(GMT)には軌道離脱を開始し、太平洋上の大気圏で燃焼し、燃え残りは17時53分14秒(GMT)に海上に落下した。

## 搭載貨物
M-55は第12次長期滞在のクルーなどのための食料、水、酸素や、科学研究用の装置類などを搭載していた。

## 註
1. 1 2  McDowell, Jonathan. “Launch Log”.   Jonathan's Space Page. 2009年6月6日閲覧。
2. 1 2 3 4  Anikeev, Alexander. “Cargo spacecraft "Progress M-55"”.   Manned Astronautics - Figures & Facts. 2008年3月3日時点のオリジナルよりアーカイブ。2009年6月6日閲覧。
3. ↑  Wade, Mark. “Progress M”.   Encyclopedia Astronautica. 2016年7月11日閲覧。
4. ↑  Zak, Anatoly. “Progress cargo ship”.   RussianSpaceWeb. 2009年6月6日閲覧。
5. ↑  McDowell, Jonathan. “Satellite Catalog”.   Jonathan's Space Page. 2009年6月6日閲覧。